# 観音山古墳 (新潟市)
観音山古墳（かんのんやまこふん）は、新潟県新潟市西蒲区樋曽にある古墳。
山林の中にあり、北へ500mほどの地点には、山谷古墳がある。

## 沿革
- 発掘調査は未実施ではあるが、1983年に新潟大学考古学研究室によって、測量調査が行われ、直径26mの円墳があると考えられている[1]。

## 古墳の特徴
- 古墳の斜面にまとまった小石が確認された[1]。（当時の古墳の造成方法として、葺石を斜面に張り巡らせ、噴丘を堅め、飾っていた[1]。）
  - この手法で造られた古墳は新潟県内では少ない。
- 一部に周溝も確認されている[1]。
- 土器などは発掘されていないために年代は不明である[1]。
- 菖蒲塚古墳に後続して造られた有力者の墓である可能性が高い[1]。